# Infest (album)
Pour les articles homonymes, voir Infest.
Albums de Papa Roach
Old Friends From Young Years
(1997) Lovehatetragedy
(2002)
Singles
1. Last Resort
Sortie : 18 septembre 2000
2. Broken Home
Sortie : 2000
3. Between Angels and Insects
Sortie : 22 mai 2001

Infest est le deuxième album studio du groupe américain de nu metal Papa Roach sorti le 25 avril 2000 sur le label DreamWorks Records. Première grosse production du groupe, c'est l'album qui les fait connaître à travers le monde entier. 

## Liste des chansons
Toutes les chansons sont écrites et composées par Papa Roach.
| No  | Titre                                              | Durée |
| --- | -------------------------------------------------- | ----- |
| 1.  | Infest                                             | 4:09  |
| 2.  | Last Resort                                        | 3:20  |
| 3.  | Broken Home                                        | 3:41  |
| 4.  | Dead Cell                                          | 3:06  |
| 5.  | Between Angels and Insects                         | 3:54  |
| 6.  | Blood Brothers                                     | 3:34  |
| 7.  | Revenge                                            | 3:42  |
| 8.  | Snakes                                             | 3:29  |
| 9.  | Never Enough                                       | 3:35  |
| 10. | Binge                                              | 3:47  |
| 11. | Thrown Away (contient la chanson cachée Tightrope) | 9:36  |

## Classements hebdomadaires
| Classement (2000-2001)                | Meilleure place |
| ------------------------------------- | --------------- |
| Allemagne (Media Control AG)          | 2               |
| Australie (ARIA)                      | 50              |
| Autriche (Ö3 Austria Top 40)          | 12              |
| Belgique (Flandre Ultratop)           | 9               |
| Canada (Canadian Albums Chart)        | 5               |
| États-Unis (Billboard 200)            | 5               |
| Finlande (Suomen virallinen lista)    | 9               |
| Nouvelle-Zélande (RIANZ)              | 22              |
| Pays-Bas (Mega Album Top 100)         | 47              |
| Royaume-Uni (UK Albums Chart)         | 9               |
| Royaume-Uni (UK Rock and Metal Chart) | 1               |
| Suisse (Schweizer Hitparade)          | 16              |

## Certifications
| Pays                    | Certification |
| ----------------------- | ------------- |
| Autriche (IFPI)         | Or            |
| Canada (Music Canada)   | 2 × Platine   |
| États-Unis (RIAA)       | 3 × Platine   |
| Nouvelle-Zélande (RMNZ) | Or            |
| Royaume-Uni (BPI)       | Platine       |
| Suisse (IFPI)           | Or            |